# Federazione di atletica leggera della Russia
La Federazione di atletica leggera della Russia («RusAthletics», «Всероссийская федерация лёгкой атлетики» – ВФЛА – in russo, o «All-Russia Athletics Federation» – ARAF – in inglese) è la federazione nazionale di Atletica leggera della Federazione Russa, fondata nel 1911, in previsione dei Giochi olimpici di Stoccolma 1912. Dopo la Rivoluzione d'ottobre diventa la Federazione sovietica per poi ritornare ad essere solo quella russa nel 1992. È sospesa dalla IAAF dal 2015, per doping di stato. Ha pagato una multa alla World Athletics di 2 milioni di dollari per aver infranto le regole.
Il suo presidente è Irina Privalova dal 2021.